# Ettore Boiardi
Ettore Boiardi (sinh ngày 22 tháng 10 năm 1897 – mất ngày 21 tháng 6 năm 1985), còn được biết đến với tên Anh hóa là Hector Boyardee, là một đầu bếp người Mỹ gốc Ý, nổi tiếng với thương hiệu sản phẩm thực phẩm mang tên mình, có tên là Chef Boyardee .

## Tiểu sử
Ettore Boiardi sinh ra ở Borgonovo Val Tidone, Ý, gần Piacenza, vào năm 1897, là con thứ hai trong gia đình Giuseppe và Maria Maffi Boiardi. Năm 11 tuổi, ông bắt đầu làm đầu bếp học việc tại nhà hàng địa phương La Croce Bianca, mặc dù nhiệm vụ ban đầu của ông hầu hết là tạp vụ như gọt khoai tây và xử lý rác thải. Sau đó, ông đã học thêm nhiều kỹ năng làm nhà hàng khi nhập cư tới Paris và London. 
Ngày 9 tháng 5 năm 1914, ở tuổi 16, ông đã đến Đảo Ellis trên con tàu Pháp La Lorraine. 
Ông là chú ruột của tác gia người Mỹ Anna Boiardi, tác giả của cuốn Delicious Memories: Recipes and Stories from the Chef Boyardee Family . 

## Sự nghiệp
Sau khi đến New York, Boiardi đã làm việc tại một loạt các nhà hàng cao cấp tại Manhattan, bao gồm cả những nhà hàng tại khách sạn Claridge và Ritz-Carlton.  Sau đó, anh theo chân anh trai Paolo đến bếp của Khách sạn Plaza ở Thành phố New York, và dần được thăng chức lên bếp trưởng.  Ông chỉ đạo việc sửa soạn bữa tiệc mừng ngày trở về do tổng thống Woodrow Wilson tổ chức tại Nhà Trắng cho 2.000 người lính trở về từ Thế chiến thứ nhất .  Năm 1917, Boiardi chuyển đến Cleveland và làm việc tại The Union Club, trước khi trở thành bếp trưởng tại Khách sạn Winton,  nơi ông giới thiệu thực đơn gồm các món ăn Ý, trong đó bao gồm cả các món mì spaghetti. Khoảng thời gian làm việc tại khách sạn của ông kéo dài cho tới năm 1924, khi ông rời đi và lập ra nhà hàng mang tên Il Giardino d'Italia ( Khu vườn Ý ), tại ngã tư đường East 9 và đại lộ Woodland.  Thực khách tại Il Giardino d'Italia thường xuyên hỏi xin mẫu ăn thử và công thức làm nước sốt mì spaghetti của Boiardi, vì vậy ông bắt đầu bán nước sốt được đóng gói trong các chai sữa. 
Năm 1928, Boiardi gặp Maurice và Eva Weiner, lúc này đang là thực khách tại nhà hàng của ông và là chủ của một chuỗi cửa hàng tạp hóa tự phục vụ tại địa phương. Anh em nhà Weiner đã hỗ trợ anh em nhà Boiardi phát triển quy trình đóng hộp thực phẩm quy mô lớn, cũng như giúp tìm kiếm nguồn phân phối trên khắp Hoa Kỳ thông qua các đối tác bán buôn tạp hóa của mình. Nước sốt spaghetti của Boiardi đã sớm được bày bán tại các chợ trên toàn quốc, và nhu cầu ở qui mô trên khiến công ty phải mở một nhà máy vào năm 1928 để đáp ứng.  Sau nước sốt spaghetti, sản phẩm tiếp theo của họ là một bộ làm spaghetti hoàn chỉnh, bao gồm một hộp phô mai Parmesan bào, một hộp mỳ khô và một lọ nước sốt, được giữ trong màng bọc cellophane .  Kể từ thời điểm đó, công ty trở thành nhà nhập khẩu lớn nhất mặt hàng pho mát Parmesan từ Ý, đồng thời cũng mua hàng tấn dầu ô liu, theo lời cháu gái Anna Boiardi.  Các sản phẩm mì spaghetti được Boiardi giới thiệu tới công chúng vào năm 1928, với giá thành thấp được quảng cáo là lựa chọn thích hợp cho cả gia đình. Năm 1938, hoạt động sản xuất được chuyển đến Milton, Pennsylvania, nơi họ có thể trồng đủ cà chua và nấm tại chỗ để phục vụ nhu cầu của nhà máy,  với sản lượng cao nhất đạt 20.000 tấn cà chua mỗi mùa.  Boiardi đã bán sản phẩm của mình dưới thương hiệu "Chef Boy-Ar-Dee" với tên ông được Anh hóa, vì những người không phải người Ý, trong đó có đội ngũ bán hàng của ông không thể phát âm cái tên Boiardi  .
Với việc đóng góp trong sản xuất khẩu phần ăn cho binh sĩ quân đội Đồng minh trong Thế chiến II, ông đã được trao tặng Huân chương Sao Vàng vì sự xuất sắc từ Bộ Chiến tranh Hoa Kỳ . 
Sau khi gặp khó khăn với dòng tiền, cùng với xung đột nội bộ về quyền sở hữu trong gia đình và định hướng công ty trong việc quản lý nội bộ với qui mô tăng trưởng nhanh chóng, Boiardi đã bán quyền kiểm soát công ty cho American Home Foods, sau này là International Home Foods.  Sau đó, ông tiếp tục điều hành các nhà hàng ở Cleveland, trong đó có một nhà hàng mang tên Chef Hector. 
Boiardi xuất hiện trong nhiều quảng cáo từ ấn phẩm tới truyền hình cho thương hiệu của mình từ thập niên 1940 cho tới thập niên 1970.   Lần cuối cùng ông xuất hiện trên quảng cáo của thương hiệu trên truyền hình được phát sóng vào năm 1979. Boiardi tiếp tục phát triển các sản phẩm ẩm thực Ý mới cho thị trường Mỹ cho tới khi qua đời vào năm 1985. 

## Di sản
Vào tháng 6 năm 2000, ConAgra Foods đã mua lại International Home Foods. Công ty tiếp tục sử dụng hình ảnh của Boiardi trên các sản phẩm mang thương hiệu Chef Boyardee, vẫn được sản xuất tại Milton, Pennsylvania. 